# Antilliaanse gulden

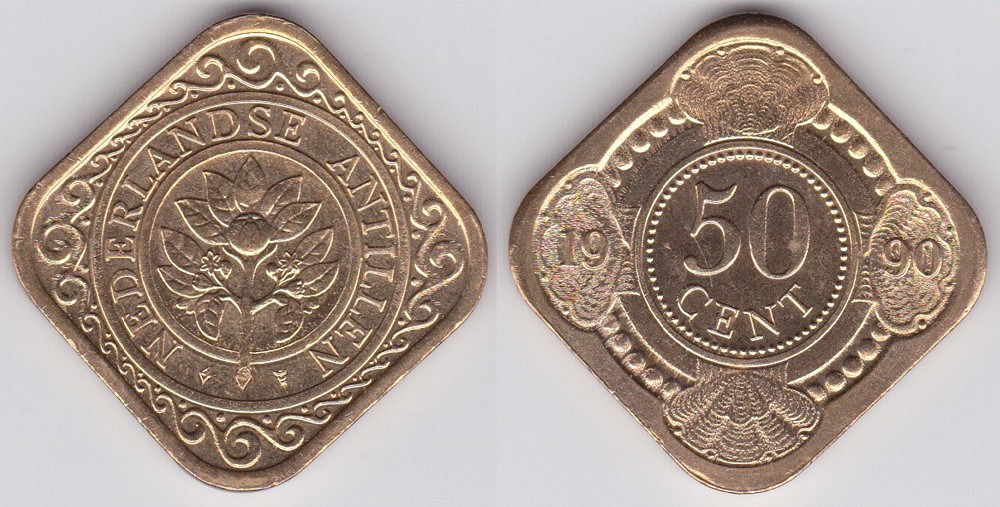
50 cent

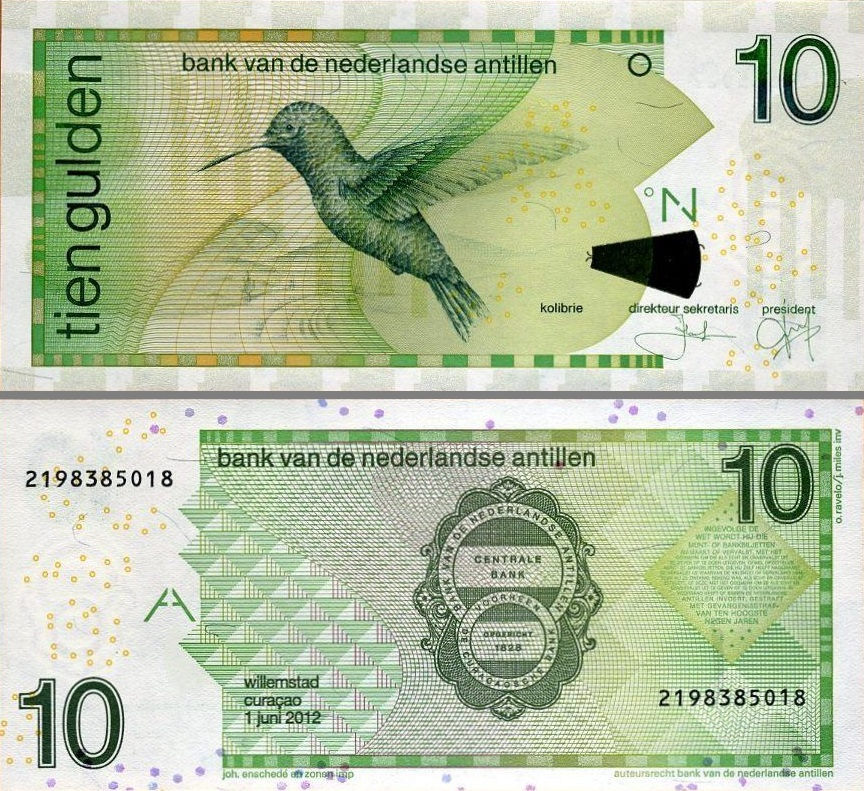
10-gulden-biljet

Landen die de Antilliaanse gulden gebruikten.

De Antilliaanse gulden was tot 1 april 2025 de munteenheid van Curaçao en Sint Maarten. Ze was gekoppeld aan de US dollar in de verhouding 1 : 1,79. Uitgifte, waarde en beheer waren geregeld in de Regeling Gemeenschappelijk Geldstelsel Curaçao en Sint Maarten.
Tot 1986 werd deze munteenheid ook gebruikt op Aruba en tot 1 januari 2011 ook op Bonaire, Sint Eustatius en Saba (Caribisch Nederland). De Antilliaanse gulden is vervangen door de Caribische gulden met dezelfde uitgiftekoers.
De volgende munten werden gebruikt:
- 1, 5, 10, 25 en 50 cent en de munten van 1, 2½ en 5 gulden

De volgende bankbiljetten werden gebruikt:
- 5, 10, 20, 50, en 100 gulden

De munten van 1, 2½ en 5 gulden dragen het portret van koningin Beatrix of koning Willem-Alexander.
De biljetten van 5 gulden en munten van 2½ cent (in het Papiaments Plaka genoemd) werden sinds respectievelijk 1995 en 1985 niet meer uitgegeven. De biljetten van 250 gulden waren niet gangbaar.

## Geschiedenis
De Nederlandse gulden werd ingevoerd op de Nederlandse Antillen in 1828. In 1940 werd, als gevolg van de Tweede Wereldoorlog, de Antilliaanse gulden ontkoppeld van de Nederlandse gulden, en werd in plaats daarvan gekoppeld aan de Amerikaanse dollar tegen een koers van 1,88585 gulden op 1 dollar. De koppeling werd in 1971 aangepast tot 1,79 gulden op 1 dollar; deze wordt nog steeds gehandhaafd. De waarde van de Antilliaanse gulden was hiermee gelijk aan die van de Arubaanse florin.
Sinds 10 oktober 2010 zijn Bonaire, Sint Eustatius en Saba als drie afzonderlijke openbare lichamen, de Caribische openbare lichamen, deel van Nederland en werd op 1 januari 2011 in Caribisch Nederland de Amerikaanse dollar ingevoerd. Op Curaçao en Sint Maarten was de Antilliaanse gulden nog steeds de officiële munteenheid tot 1 april 2025. Op die dag werd de Antilliaanse gulden vervangen door de Caribische gulden, met de koersverhouding 1:1. In een overgangsperiode tot 30 juni 2025 blijft de Antilliaanse gulden naast de Caribische gulden bestaan.  Daarna is de Antilliaanse gulden  bij commerciële banken op de eilanden een jaar lang in te wisselen voor andere valuta. De centrale bank neemt het geld nog aan tot 2055.

## Munten

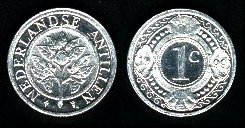
1 cent
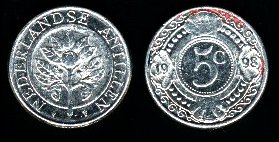
5 cent (stuiver)
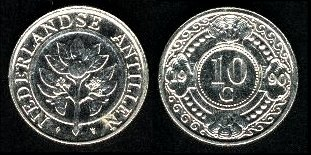
10 cent (dubbeltje)
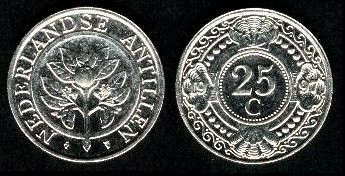
25 cent (kwartje)
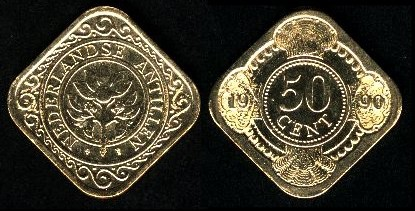
50 cent
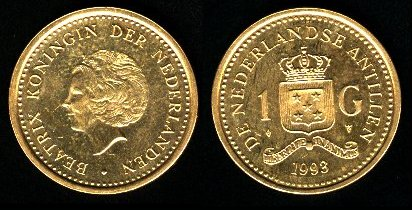
1 gulden
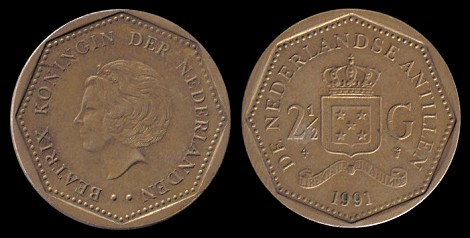
2½ gulden (rijksdaalder)
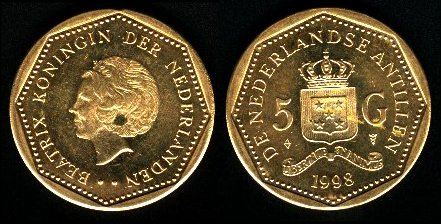
5 gulden